# American Type Founders
American Type Founders (ATF) is een lettergieterij en uitgeverij in de VS waar een aantal lettertypen vandaan komen.
De lettergieterij werd in 1892 opgericht uit een fusie van 23 aparte bedrijven, die aanvankelijk allemaal nog bleven voortbestaan en vanaf hun eigen locaties bleven produceren. Daaronder waren: Barnhart Brothers & Spindler (1911); Binny & Ronaldson (1892); Boston Type Foundry (1892); Bruce Type Foundry (1901); Central Type Foundry (1893); Cincinnati Type Foundry; Farmer, Little & Co. (1892); Inland Type Foundry (1912). Na de fusie was het ooit de voornaamste lettergieterij in de VS. In 1903 werd in Jersey City een hoofdkantoor gebouwd.
Het bedrijf werd eerst geleid door Morris Fuller Benton, die zelf ook een aantal lettertypen heeft ontworpen, waarvan vele nu nog in gebruik zijn.
Het bedrijf was in de jaren na 1920 een dominante marktleider in niet alleen lettertypes, maar complete drukkerijuitrustingen, tot zelfs complete drukstraten. Toch hield dit niet lang stand door de snelle ontwikkelingen in de druktechniek in die tijd.
In 1986 nam het bedrijf Kingsley, bekend om diepdruk- en graveerapparatuur, ATF over en doopte de lettertypenafdeling om in Kingsley/ATF Type Corporation. ATF heeft nog pogingen ondernomen om hun marktleiderschap vol te houden door technologie te ontwikkelen in de variabele groottes van PostScript Type 3 lettertypes.
Pas in 1990 stopte men met lettergieten en in 1993 werden de matrijzen en apparatuur geveild. Het ooit zo bloeiende, historische bedrijf werd in 1993 voorgoed failliet verklaard. Wat ervan is overgebleven is het ATF-logo en de ATF-vermelding in lettertypes die nu bij Bitstream en Adobe gelicenseerd zijn.
Enkele historische stukken zijn bewaard in de musea van de Smithsonian Institution in Washington D.C. en een grote verzameling lettertypevoorbeelden bevindt zich bij de Columbia-universiteit in de stad New York.